# شهرستان کانچو (تگزاس)
شهرستان کانچو، تگزاس (به انگلیسی: Concho County, Texas) یک سکونتگاه مسکونی در ایالات متحده آمریکا است که در تگزاس واقع شده‌است.

## خصوصیات
شهرستان کانچو ۲٬۵۷۴٫۴۶ کیلومترمربع مساحت دارد.